# Long (Papoea-Nieuw-Guinea)
Long is een vulkanisch eiland met een complexe vulkaan in Papoea-Nieuw-Guinea.

## Geografie
Het is 414 vierkante kilometer groot en het hoogste punt is 1305 meter. Het eiland wordt van Nieuw-Guinea gescheiden door de Vitiazstraat. Er liggen twee stratovulkanen op het eiland: de Mount Reaumur en de Cerisypiek. Een door vulkanische activiteit ontstane caldera vormt nu het Wisdommeer. De laatste vulkaaneruptie op het eiland dateert van 1993.

## Fauna
De volgende zoogdieren komen er voor:
- Pacifische rat (Rattus exulans) (geïntroduceerd)
- Phalanger orientalis
- Melonycteris melanops
- Nyctimene albiventer
- Pteropus hypomelanus
- Syconycteris australis